# Thuidium glaucescens
Thuidium glaucescens är en bladmossart som beskrevs av W. P. Schimper och Bescherelle 1872. Thuidium glaucescens ingår i släktet tujamossor, och familjen Thuidiaceae. Inga underarter finns listade i Catalogue of Life.